# 1910 dans les chemins de fer
Chronologie des chemins de fer
1909 dans les chemins de fer - 1910 - 1911 dans les chemins de fer

## Évènements
- 9 janvier.  France :   ouverture du tronçon central de la ligne 4 du métro de Paris de Raspail à Châtelet[1].

- 22 janvier.  France :   à Paris, la crue historique de la Seine atteint le métro et provoque la fermeture de 25 km de lignes. L'exploitation ne reprendra totalement que le 17 avril.

- 23 mai.  France :   ouverture du prolongement de la ligne 3 du métro de Paris de Villiers à Pereire[1].

- 1er juin.  France :   ouverture du chemin de fer de Brioude à Saint-Flour (Midi/PLM).

- 9 juin.  France :   ouverture du tronçon Vascœuil - Serqueux sur la ligne Charleval - Serqueux (Compagnie des chemins de fer de l'État).

- 19 juin.  France :   ouverture du tronçon Merlimont - Daloz de la ligne de Berck-Plage à Paris-Plage.

- 5 juillet.  Suisse :   ouverture de la voie ferrée de la Bernina (Grisons), la plus élevée d'Europe[2].

- 10 juillet.  France :   ouverture de la ligne de Cusset à Ferrières-sur-Sichon à voie métrique unique (Société des Chemins de fer du Centre)

- 19 juillet.  France :   inauguration de la ligne de Cerdagne entre Villefranche - Vernet-les-Bains à Mont-Louis (Midi).

- 5 novembre.  France :   ouverture de la ligne 7 du métro de Paris de Porte de la Villette à Opéra, et de la ligne A du Nord-Sud (auj. ligne 12) de Porte de Versailles à Notre-Dame-de-Lorette[1].

## Décès
- 24 mars, Gaston du Bousquet, ingénieur concepteur de locomotives à vapeur, meurt à Paris[3].